# Clima dell'Himalaya

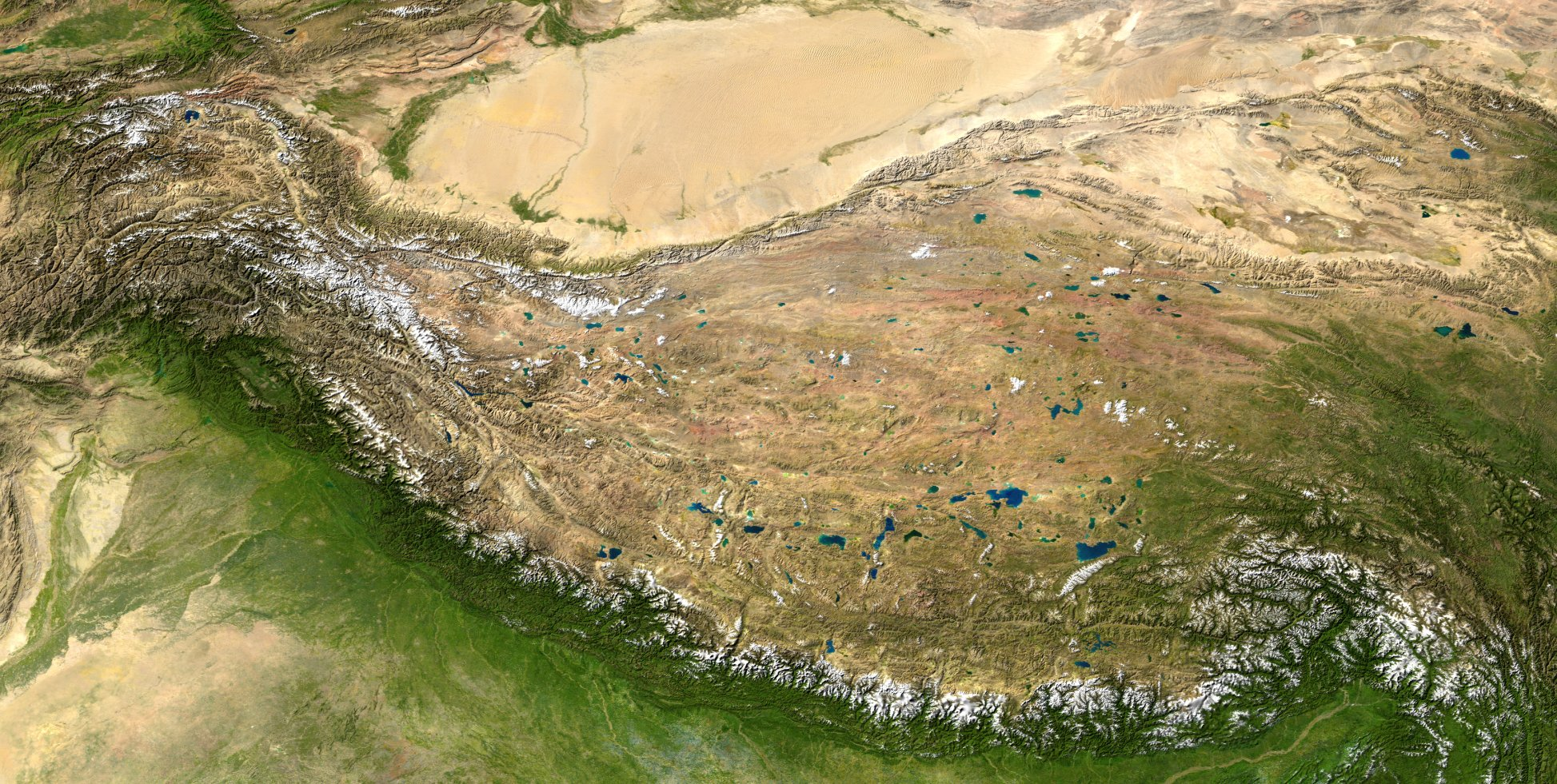
Foto satellitare della catena dell'Himalaya.

Il clima dell'Himalaya, nettamente discordante rispetto al clima tropicale cui appartiene, varia a seconda dell'altitudine, da subtropicale alle pendici meridionali fino ad alpino estremo sulle vette più elevate. Si possono distinguere tre macro-stagioni: da ottobre a febbraio con basse temperature, da maggio a giugno con temperature più elevate e da giugno a settembre con l'umida stagione monsonica caratterizzata da violente piogge, limitate però al settore meridionale della catena, le cui alte vette impediscono il passaggio dei monsoni.

## Precipitazioni

### Pioggia
Le piogge sono particolarmente abbondanti a partire dai 450 m d'altitudine nei settori meridionali ed occidentali. Il Dharamshala rappresenta l'area soggetta a piogge più intense, nell'ordine di circa 3400 mm/anno. Lo Spiti è invece l'area più secca ed arida, con meno di 50 mm di pioggia, essendo una sorta di "enclave geografico" completamente circondato da alte montagne che ne determinano il particolare microclima.

### Neve

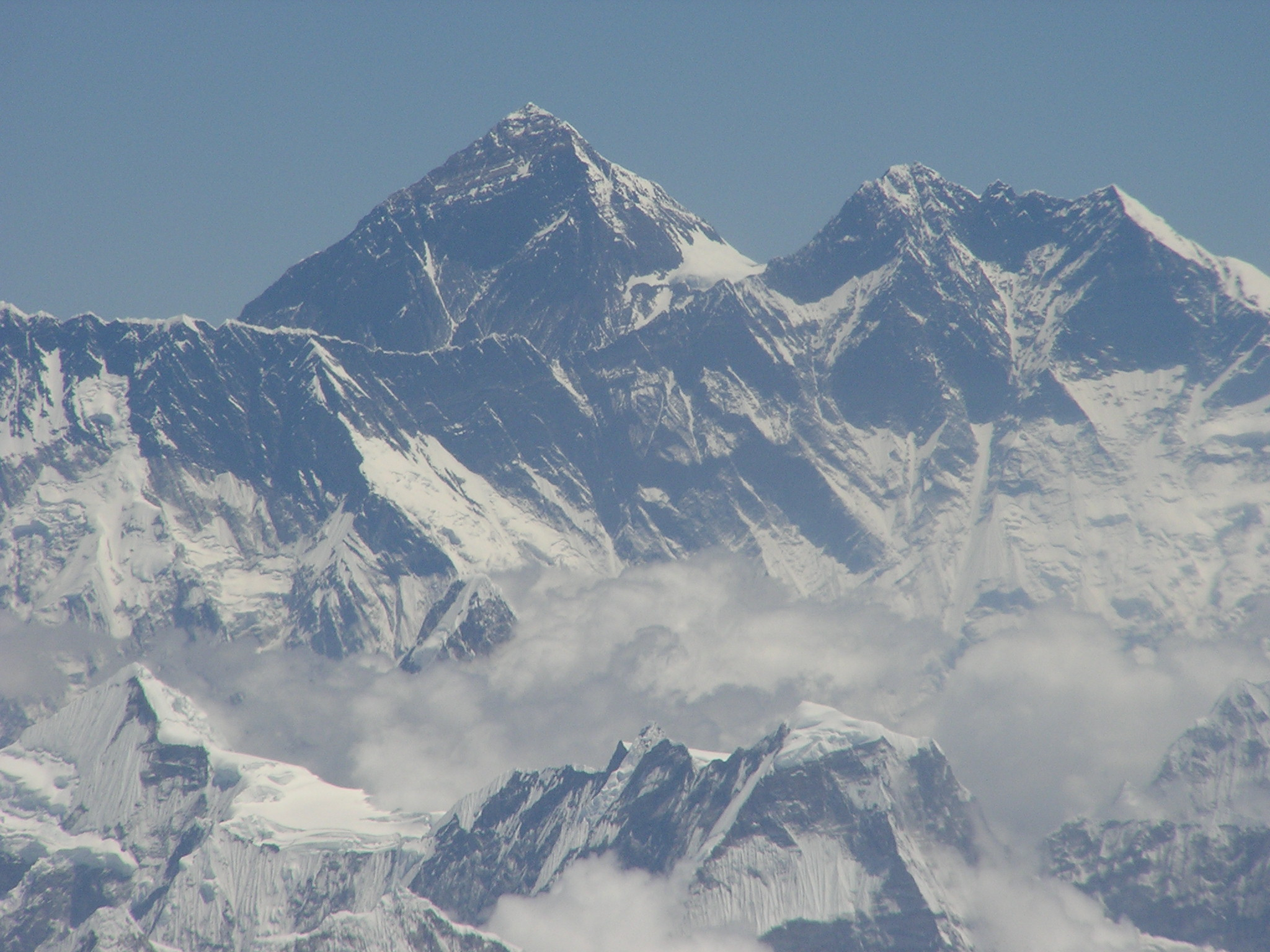
La neve domina il paesaggio himalayano: anche in primavera si verificano precipitazioni nevose, con accumuli di neve che nel mese di maggio superano ovunque i 10 cm e raggiungono in vaste aree i 25 cm.

La neve, che insiste per tutto l'anno sul paesaggio himalayano, si concentra tuttavia in inverno (specie al di sotto dei 5000 m d'altezza), con precipitazioni molto abbondanti pressoché ovunque: intorno ai 3000 m, in questa stagione, la copertura nevosa è solitamente spessa circa 3 m. Con la possibile eccezione di eventi particolari dovuti, fra l'altro, a variazioni della pressione atmosferica, nella tarda primavera himalayana la gran parte del territorio presenta una copertura nevosa compresa tra 1 e 10 cm. Altre zone più ridotte e circoscritte possono presentare coperture tra 10 e 25 cm ed in minor misura tra 25 e 50 cm. Ancora più esigue sono le aree dove l'accumulo di neve va da 50 cm a 1 m di spessore, e si concentrano (come le altre zone con coperture superiori a 10 cm) nel settore nord-Nord/Ovest dell'Himalaya, il più soggetto a precipitazioni nevose.
Se si considera invece l'accumulo di neve negli ultimi tre giorni dalla data di riferimento qui considerata (che è a fine maggio del 2007), si rileva un accumulo nevoso quasi dimezzato per superficie e concentrato a nord e ad ovest, e inferiore pressoché ovunque ai 25 cm. Al contrario, prevalgono le piogge, concentrate tuttavia alle altitudini inferiori.

#### Regione meridionale (clima umido)

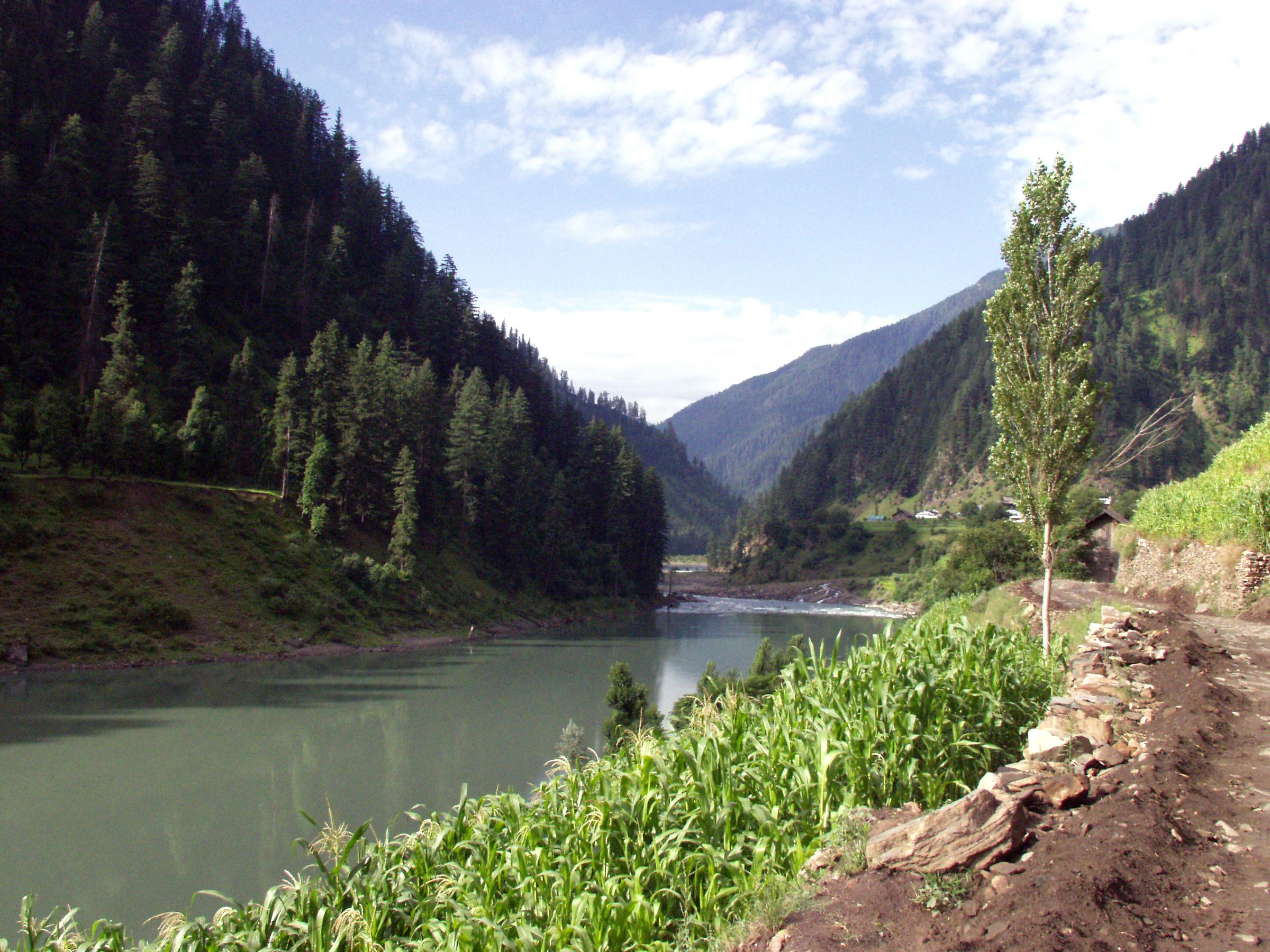
Il fiume Jhelum, uno dei tanti bacini che dall'Himalaya scendono a valle, alimentati dalle piogge monsoniche che ogni estate bagnano la parte meridionale della regione himalayana.

Le precipitazioni, legate per lo più (almeno alle quote più basse) al monsone che soffia dall'India, decrescono da est verso ovest. A causa dei venti tropicali provenienti da ovest, inoltre, la regione nord-occidentale dell'Himalaya è colpita massicciamente da precipitazioni sotto forma di pioggia e neve, che danno origine alle sorgenti da cui nascono alcuni dei maggiori fiumi asiatici, come il Gange, che fertilizzano l'omonima pianura.
Nel mese di giugno, la neve presente nei passi si scioglie a causa dell'aumento della temperatura, rendendoli praticabili fino alla metà di ottobre. In estate, si possono avere precipitazioni piovose, che sono comunque molto intense e si concentrano tra luglio ed agosto, effetti del monsone che, dopo aver bagnato tutto il sub-continente indiano, scarica qui le sue ultime acque. Condizioni ideali per il trekking si hanno a settembre e per la prima metà di ottobre, con ottima visibilità dei monti, anche se nella notte le temperature tornano gelide e sottozero sopra i 3500 m d'altezza. Da metà ottobre in poi anche le temperature diurne precipitano, infatti a novembre cominciano le prime nevicate nei passi più prossimi alle montagne.
Da dicembre a marzo si protrae il lungo e rigidissimo inverno himalayano, con condizioni climatiche davvero pessime. L'inverno si attenua con i mesi di aprile e maggio, caratterizzati tuttavia da forti precipitazioni nevose sulle montagne. Va specificato che le piogge si rovesciano soprattutto in collina.

#### Regione settentrionale (clima arido)
A nord, invece, dove i venti portatori di pioggia, bloccati dalle barriere montuose, non possono arrivare (e soffiano invece i venti artici provenienti da nord) si registra un clima arido o semiarido, con scarsissime precipitazioni (pochi centimetri l'anno) e temperature tra le più basse che si abbiano nel pianeta. In quest'area, il gelo si attenua solo a partire da aprile-maggio, con l'arrivo, ritardato, della primavera.

## Climi e biomi

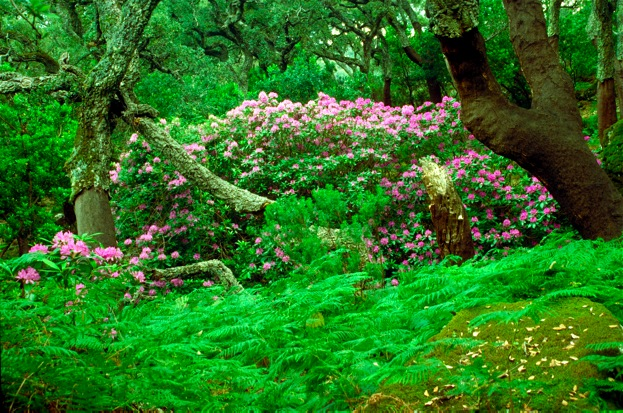
Basse altitudini: il rododendro non è molto resistente al freddo.

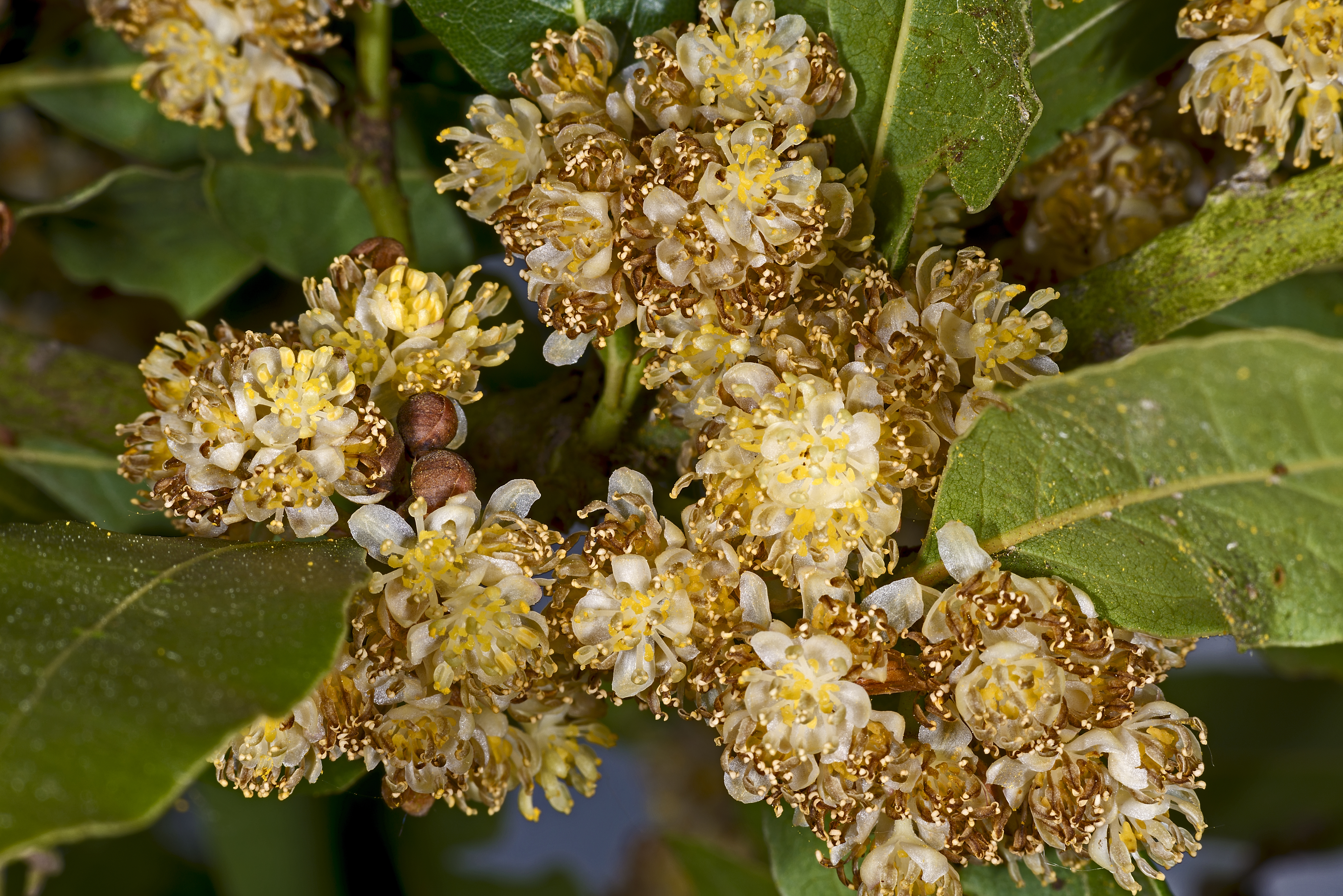
Fino a 2100 m s.l.m.: l'alloro, insieme a quercia e castagno.

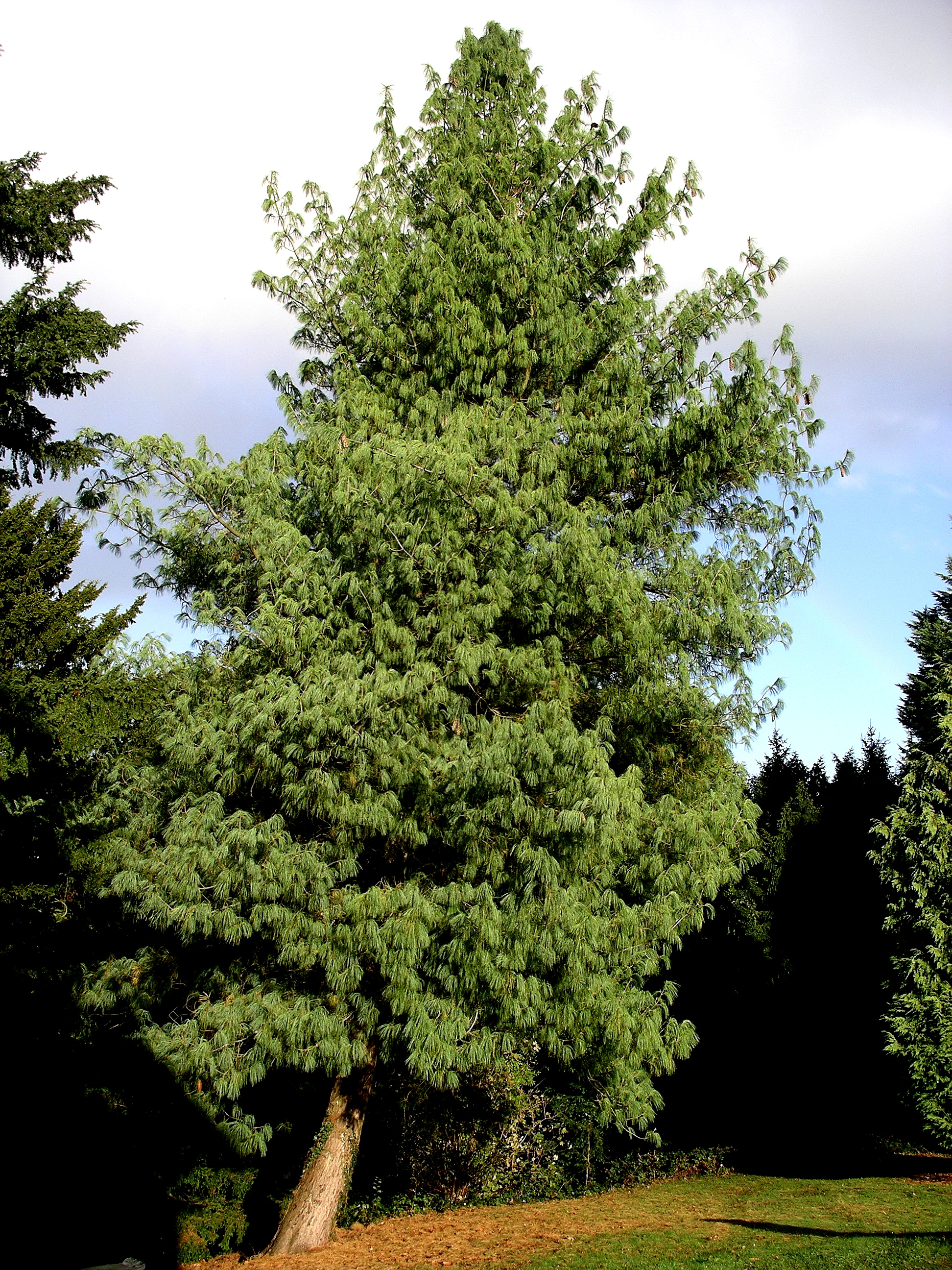
Fino a 3600 m s.l.m.: pino bhutanese, l'albero più resistente al rigore climatico dell'Himalaya.

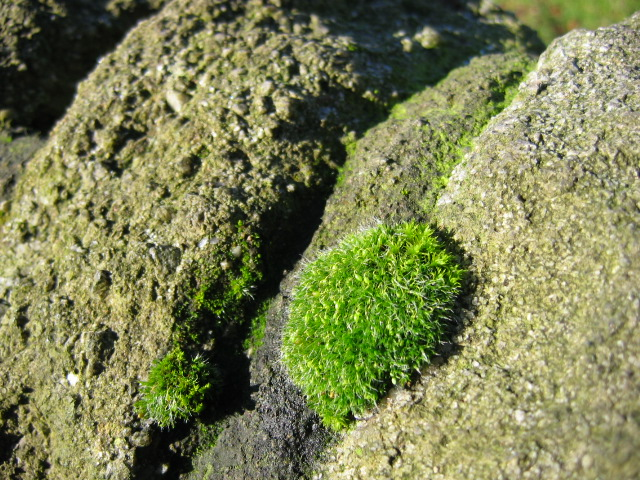
Oltre i 3600 m d'altitudine: muschio, unico vegetale oltre a licheni e all'erba (in Himalaya, è proprio questa la quota in cui si trova la linea degli alberi.

Secondo la classificazione climatica di Wladimir Köppen, l'Himalaya rientra tra i biomi di fascia "H" (ovvero Highlands, Terre alte), classificazione preceduta dal livello "E" (Polar, Polare).
 La temperatura media per i territori con clima H viene determinata attribuendo un decremento di 5,6 °C ogni 1000 m di elevazione dal livello del mare, mentre quello polare si determina sulla distanza in un piano orizzontale, nell'ordine di un grado in meno ogni 80 km di avvicinamento al polo.
La temperatura media annua dell'intera regione himalayana (che varia altimetricamente dai 300 m agli 8800 m) è di circa 8 °C, mentre la temperatura media globale è di 20 °C. Tale differenza sostanziale si spiega tenendo conto del clima tropicale, tipico di queste latitudini, delle vaste aree poste ad altitudini inferiori.. La media invernale è di 1 °C con minimi di -10 °C a; la media estiva è di 13 °C, con un massimo storico di 24 °C. Il mese più freddo è solitamente gennaio, il più caldo è giugno.
L'Himalaya è caratterizzato da precipitazioni presenti durante tutto l'anno con una media di 406 mm, di cui 76 mm in estate (in massima parte sotto forma di pioggia) e 127 mm in inverno (sotto forma di neve).
Il particolare clima himalayano determina la presenza di due biomi principali: quello secco a nord, e quello umido a sud (oltre a diversi altri biomi variabili in base all'altitudine e alla latitudine). Le particolari caratteristiche geoaltimetriche della regione dell'Himalaya determinano delle singolari anomalie climatiche, rese ancor più peculiari dalla progressiva rarefazione dell'aria. Pur essendo compresa tra 28° e 34° a nord dell'equatore, quindi in zona a clima tropicale caldo/umido, la presenza dei più altorilievi della Terra determina, invece della savana o della foresta tropicale, una scarsa vegetazione e un'esigua fauna.

### Variazione climatica in rapporto alla variazione altimetrica
Nel dettaglio, si hanno le seguenti fasce climatiche in base all'altitudine:
- Clima caldo e subtropicale umido (450–900 m s.l.m.), limitato al settore meridionale;
- Clima mite-temperato (900–1800 m s.l.m.);
- Clima freddo-temperato (1900–2400 m s.l.m.);
- Clima alpino freddo-glaciale (2400–4800 m), nei settori montagnosi settentrionali ed orientali.
- Clima a neve perenne (4800–8800 m)[4].

### Biomi nelle diverse fasce altimetriche e climatiche
La fascia altimetrico-climatica da cui si originano le montagne himalayane è quella dell'alta pianura indiana, collocata a partire dai 300 m s.l.m. alle pendici meridionali della catena montuosa. Esse crescono fino a toccare i 900 m, da cui poi si innalzano a volte gradualmente, delle altre ripidamente (come a Pokara, famosa per il suo lago) le gigantesche montagne che culminano negli 8848 m d'altezza dell'Everest.
Nella gran parte dei rilievi cresce il rododendro, mentre la quercia, il castagno e l'alloro sopravvivono fino ai 2100 m d'altitudine. L'albero più resistente è certamente il pino, che si può incontrare fino ai 3600 m circa, limite oltre il quale le uniche forme di vita vegetale reperibili sono il muschio, i licheni e l'erba, ciò a causa sia del freddo crescente che dell'ossigeno che si rarefà progressivamente.
I nativi hanno tuttavia sperimentato sia forme di coltivazione che di allevamento nella parte meridionale della catena montuosa: lì sono stati coltivati il tè, il riso e l'orzo, piante resistenti a condizioni climatiche piuttosto difficili, mentre a livello faunistico troviamo la tigre, la scimmia, il leopardo, l'elefante asiatico e lo yak, peculiare dell'Himalaya e del suo bioma inferiore in particolare, un grosso mammifero fornito di corna in grado di sopravvivere fino a un'altitudine di 6000 m, in zone prive di vegetazione.

## Clima pedemontano e sotto i 5.000 m d'altitudine
Nell'ampia fascia pedemontana che si estende a sud dei massicci montuosi himalayani, grazie come detto alla "protezione" offerta dalle montagne nei confronti dei freddi venti polari che spirano da nord, si ha un clima mite piuttosto caldo, dove si registrano temperature medie estive di 30 °C, ed invernali di 18 °C.
Man mano che si procede verso l'alto, che coincide con il nord, il clima si fa più rigido: nelle vallate intermedie ai piedi delle montagne, per esempio, la temperatura media estiva cala a 25 °C, mentre quella invernale è decisamente più rigida. Nelle montagne che sovrastano le valli, in mezzo dunque tra le alte colline a sud e le vette più elevate a nord, in estate si ha un rigore notevole, con 15-18 °C di media, mentre in inverno si è costantemente sottozero.

## Clima sopra i 5.000 m d'altitudine
Le zone a partire da 4880 m d'altezza in su sono caratterizzate dalla temperatura costantemente sotto lo zero (il che determina la presenza di neve perenne), da venti molto intensi e da un clima imprevedibile e mutevole, con improvvise tempeste di neve, bufere di vento, inondazioni ed altri fenomeni. L'inverno presenta precipitazioni nevose molto intense e regolari, mentre in estate il clima è più mite e regolare, sebbene molto più freddo che nell'altopiano tibetano dove si registrano temperature medie annue di 1,1 °C ed un'altitudine media inferiore di circa 1000 metri.

### Clima dell'Everest e delle vette sopra gli 8.000 m
Il clima che si registra sulle vette a partire dai 7000 m e, in maggior misura, dagli 8000, è difficilmente classificabile in virtù dell'unicità di questi territori.

In particolare, le vette oltre gli 8000 m sono esempi di clima alpino estremo: la media delle temperature invernali è di -36 °C, che può arrivare, sul Monte Everest, a picchi di -60 °C.
A giugno, il mese più caldo, si registra una temperatura media di -19 °C: lo zero non è mai sfiorato né superato a queste altitudini.
Il 14 maggio 2008 una spedizione italiana ha installato a quota 8000, nel luogo del monte Everest denominato Colle Sud, una stazione meteorologica dedicata a Edmund Hillary, che oltre ad essere la più elevata stazione meteorologica attualmente funzionante al mondo, è collegata con una rete di stazioni meteorologiche, poste a quote decrescenti, sempre nel Nepal che permetterà una più approfondita conoscenza della meteorologia di questa zona.

#### Venti e nubi

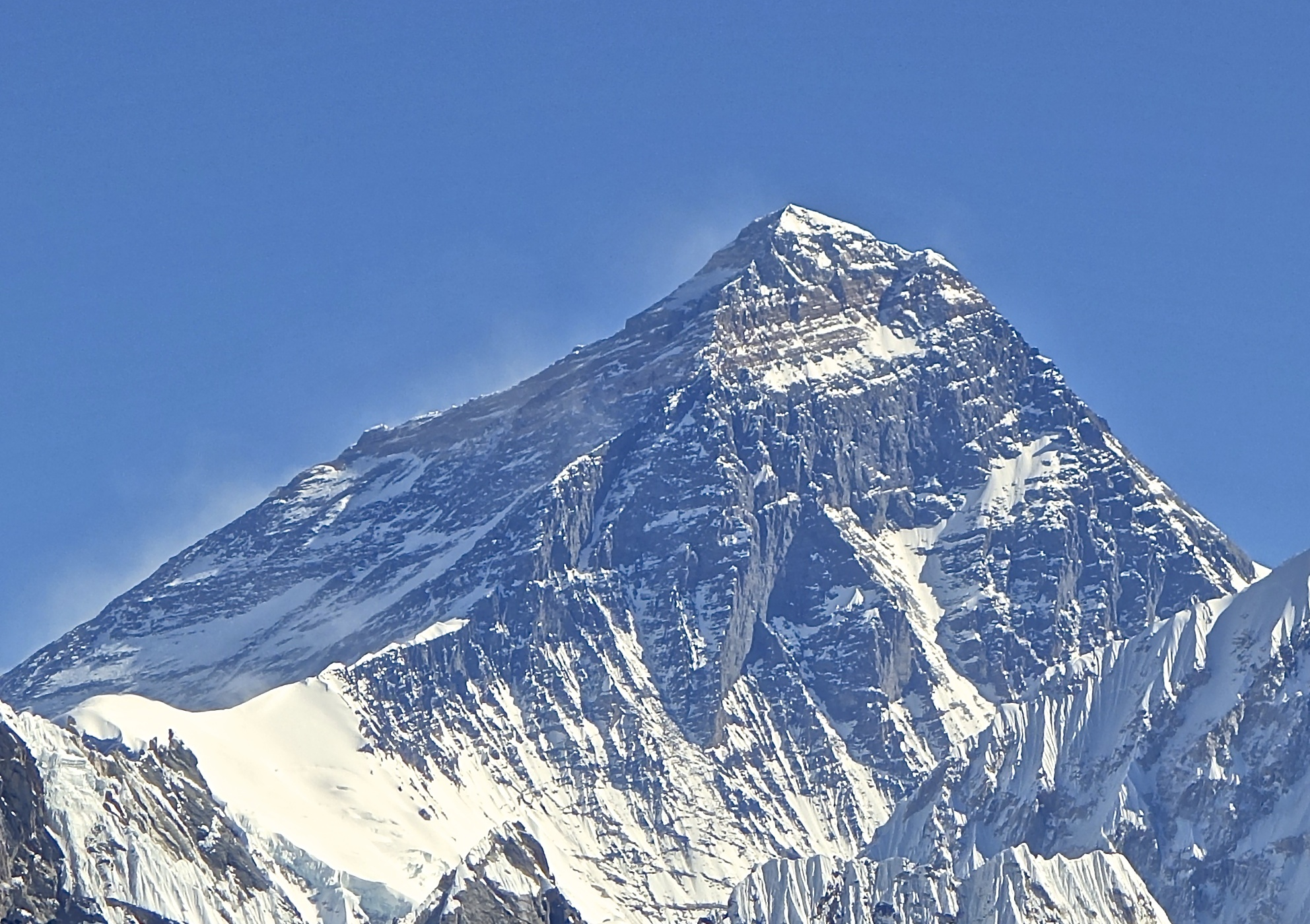
La nube tende verso il basso: ciò significa che le raffiche di vento che spazzano la vetta dell'Everest (in foto) superano gli 80 km/h.

In inverno e in primavera forti venti si abbattono sui versanti di queste montagne e sulle loro vette (su queste ultime si scatenano le cosiddette correnti a getto). L'aria carica di umidità sale dai pendii dell'Himalaya sottostanti e a 8000 m di quota condensa in grandissime nubi bianche, che si dirigono verso est e sono utili per gli scalatori giacché consentono loro di prevedere l'arrivo delle numerose tempeste e cataclismi.
I venti determinano inoltre la posizione di queste nubi, e sono noti in inglese come flag winds ("venti della bandierina"): quando essi soffiano ad 80 km/h, le nubi formano un angolo retto con la vetta della montagna; quando i venti sono più deboli, le nubi si inclinano verso l'alto, quando invece più forti esse puntano verso il basso.
Per rendere un'idea della forza che i venti raggiungono spesso sulla vetta dell'Everest e delle altre gigantesche montagne della zona, bisogna precisare che, secondo la scala di Beaufort per la classificazione dei venti in base a velocità ed effetti, quelli che soffiano sulla vetta dell'Everest sono venti di 9º grado. Secondo la stessa scala (creata con lo scopo di rendere chiari gli effetti dei venti in base a degli esempi), simili fenomeni in mare darebbero origine a una cosiddetta burrasca forte (grosse ondate, spesse scie di schiuma e spruzzi, sollevate dal vento, che riducono la visibilità) e sulla terraferma provocherebbero danni alle abitazioni (camini e tegole asportati).
Ma non sono certo questi i venti più forti che soffiano sull'Everest, sul K2 e sulle montagne di simile altezza. Da novembre a febbraio, infatti, nel pieno dell'inverno, le vette (in particolare quella dell'Everest) vengono battute da potentissimi venti artici che soffiano dal Polo Nord, e che superano i 285 km/h di velocità, che secondo la scala di Beaufort, appartengono al 12º grado (l'ultimo della scala, che comprende i venti più forti dei 118 km/h) e sono paragonati agli uragani: se soffiassero in luoghi abitati, venti di tale potenza sarebbero in grado di distruggere edifici e manufatti, riuscendo a radere al suolo un'intera città, mentre in mare la schiuma e gli spruzzi renderebbero pessima la visibilità impedendo, naturalmente, ogni forma di navigazione. Per fortuna queste zone sono totalmente disabitate, e gli effetti devastanti di tali venti non possono che schiantarsi contro la stessa natura che li genera: solitamente, in presenza di tali fenomeni disastrosi, sulle montagne himalayane sabbie e macigni di medie dimensioni volano in aria investiti e coinvolti dal vorticare dei venti, rendendo l'area assolutamente inaccessiblile per gli scalatori, che in simili condizioni difficilmente riuscirebbero a salvarsi. Soltanto nella metà degli anni 90, furono circa centoquaranta gli scalatori morti cercando di raggiungere il punto più alto del mondo, proprio a causa del fatto che esso è costantemente squassato da venti e tormente di neve.

#### Precipitazioni

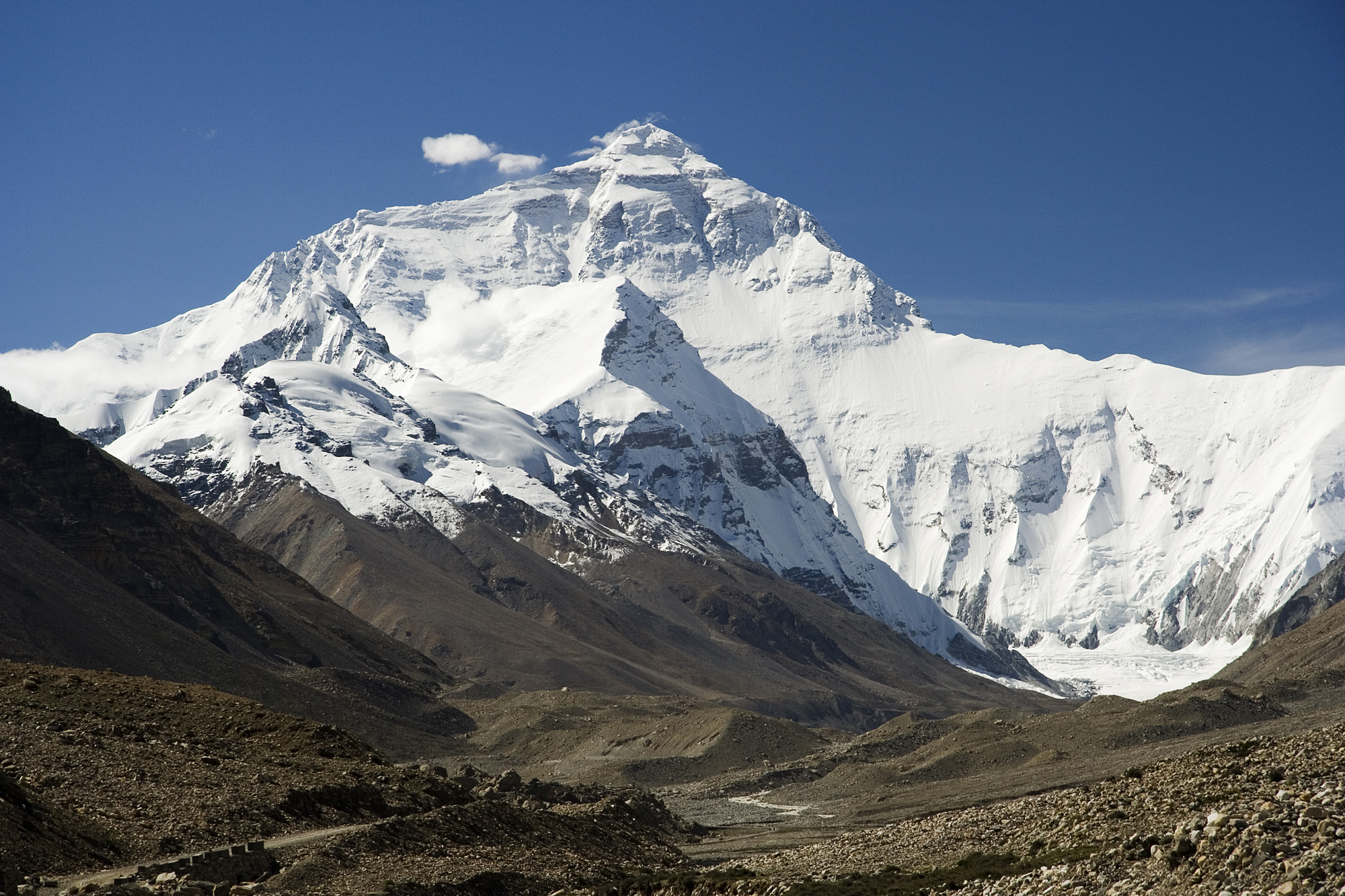
L'Everest visto da nord (Tibet): si nota bene il limite delle nevi perenni, a partire dai 5000 m d'altitudine.

Le precipitazioni sull'Everest si concentrano nel periodo monsonico, tra giugno e settembre, quando l'aria carica di umidità prelevata nell'Oceano Indiano collide con le montagne più alte dell'Himalaya causando enormi masse di nuvole e violentissime tempeste di neve.
Per il resto, nel lungo inverno himalayano (da dicembre a marzo) si verificano le tipiche tempeste invernali, che possono arrivare a rovesciare anche 3 m di neve sulle alte vette in modo inaspettato, sopraggiungendo all'improvviso.
Esistono dati più precisi sulle precipitazioni di queste zone solo per quanto riguarda il Campo Base per gli escursionisti e scalatori che tentano di raggiungere la vetta dell'Everest: il campo si trova però a soli 5300 m, ed a quell'altitudine riceve una media di 450 mm di precipitazioni l'anno, paragonabili, in Italia e Spagna, con le aree dove vige il clima della Sicilia centrale.

## Effetti climatici sul resto del continente asiatico

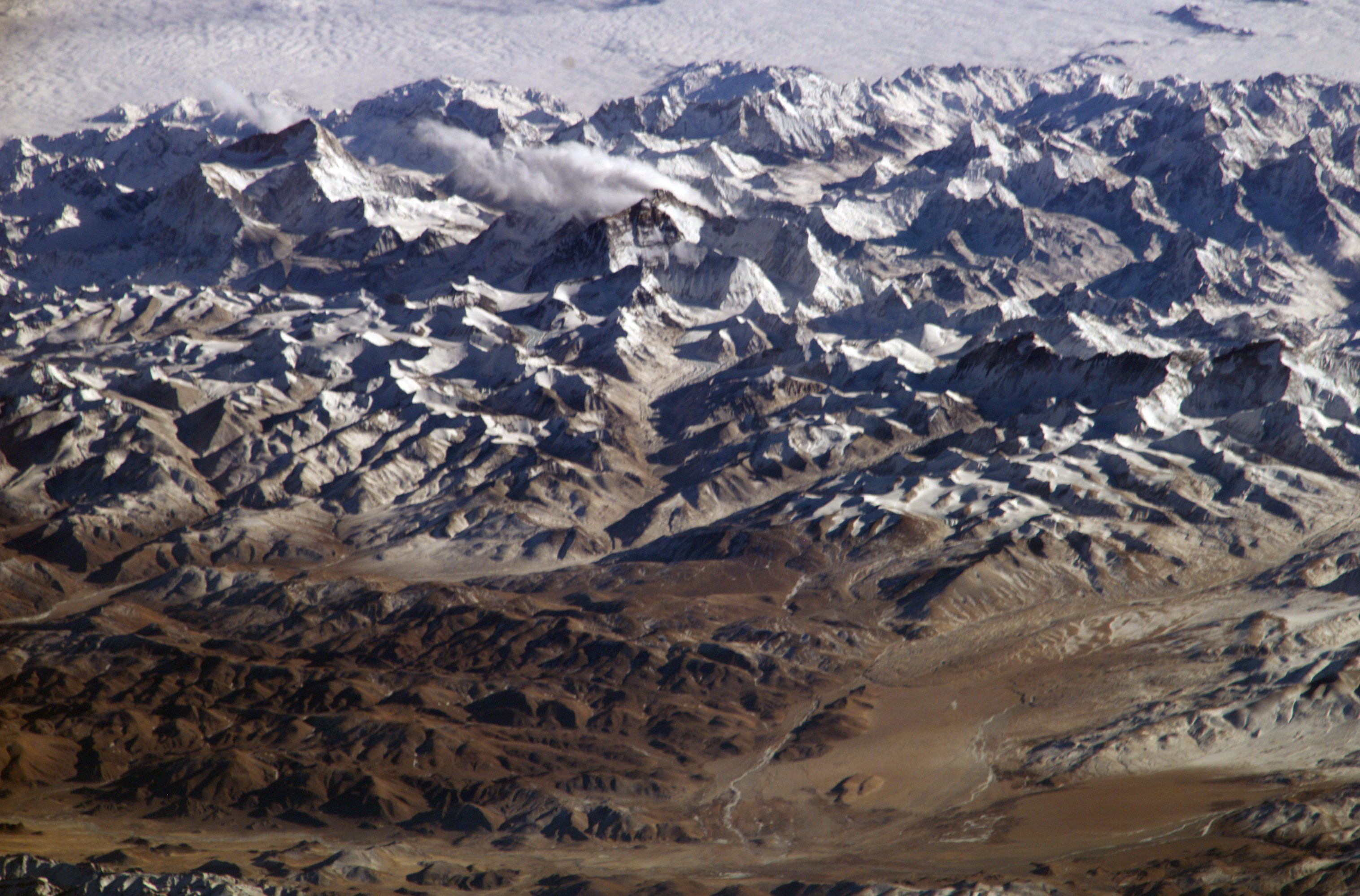
L'Himalaya e l'Everest visti da nord. In primo piano l'arido altopiano tibetano: tale regione è poco umida poiché i venti monsonici indiani, carichi di pioggia, vengono respinti dall'altezza delle montagne.

L'Himalaya esercita notevoli influenze sul clima di una vasta porzione dell'Asia: essendo, dal punto di vista geografico, un'enorme barriera alta fin quasi 9.000 m nei suoi punti più elevati, che si innalza quasi a demarcare la penisola indiana dal resto del continente, funge innanzitutto da ostacolo invalicabile per i venti che vi si parano contro senza poterlo superare.
Anzitutto, impedisce al vento monsonico indiano di spingersi a nord, determinando un accumulo di piogge proprio alle pendici meridionali della catena montuosa; in senso contrario, protegge l'Asia meridionale dai freddi venti secchi artici che soffiano da nord, rendendo la metà meridionale del continente asiatico molto più calda rispetto ad altre regioni del pianeta situate alle stesse latitudini. La regione settentrionale è prevalentemente arida, carente di umidità, proprio perché colpita dai venti polari che non sono portatori di pioggia.
Funge inoltre da scudo alle perturbazioni provenienti dall'Iran l'area himalayana del Kashmir, che è pertanto soggetta a frequenti e copiose nevicate, e la parte nord-occidentale dell'India, il Punjab.

## Effetti del surriscaldamento globale e del turismo

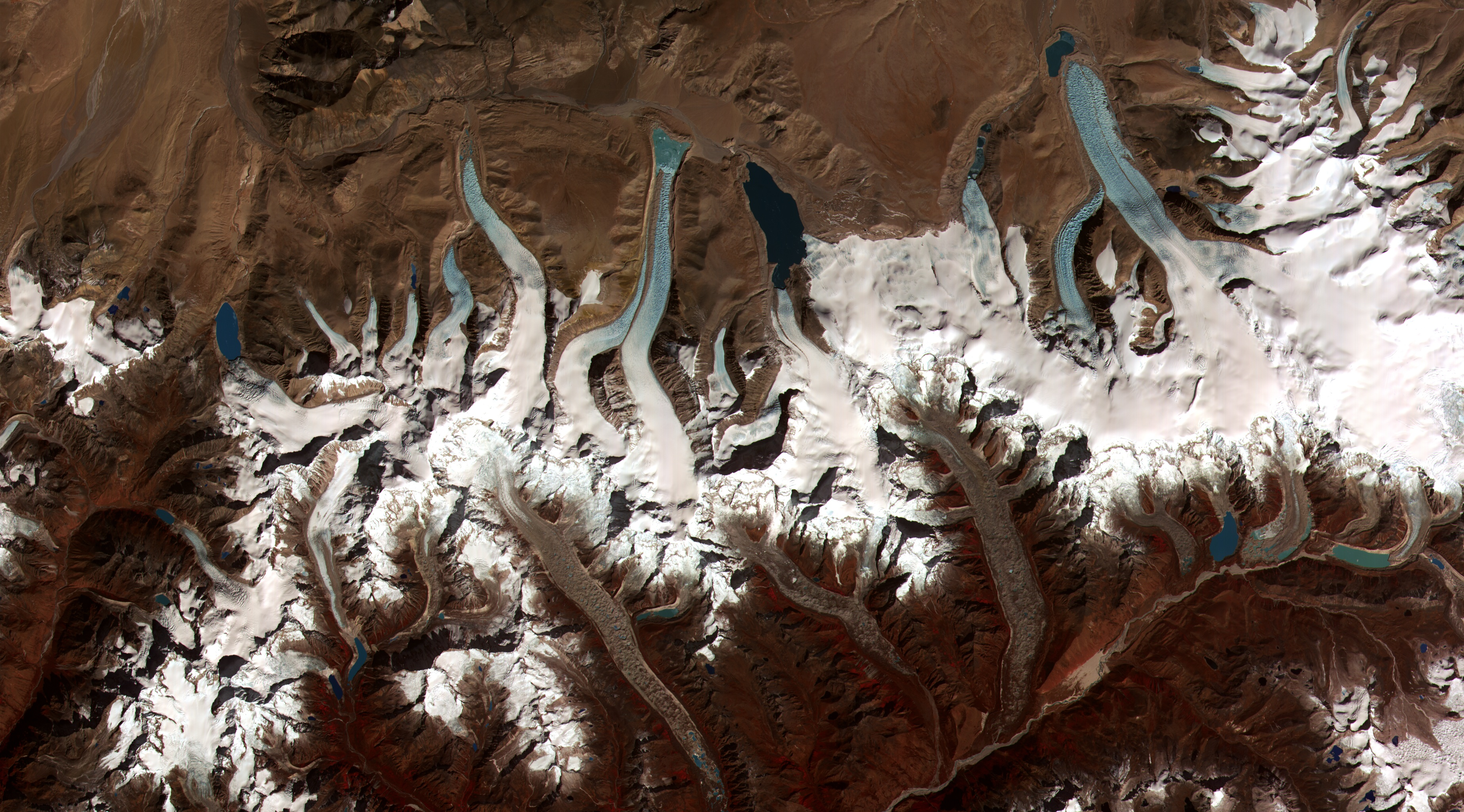
L'Himalaya bhutanese: le scaglie azzurre sempre più grandi che si fanno spazio tra la neve sono i laghi glaciali, tutti formatisi negli ultimi decenni a causa dello scioglimento di ampie fasce di nevi e ghiacciai, dovuto all'aumento medio delle temperature che finora si è mantenuto a 1,4 °C, ma che entro fine secolo potrebbe superare i 5,8 °C, con catastrofiche conseguenze anche sull'Himalaya e, per ripercussione, su tutta l'India, il Tibet e i paesi circostanti.

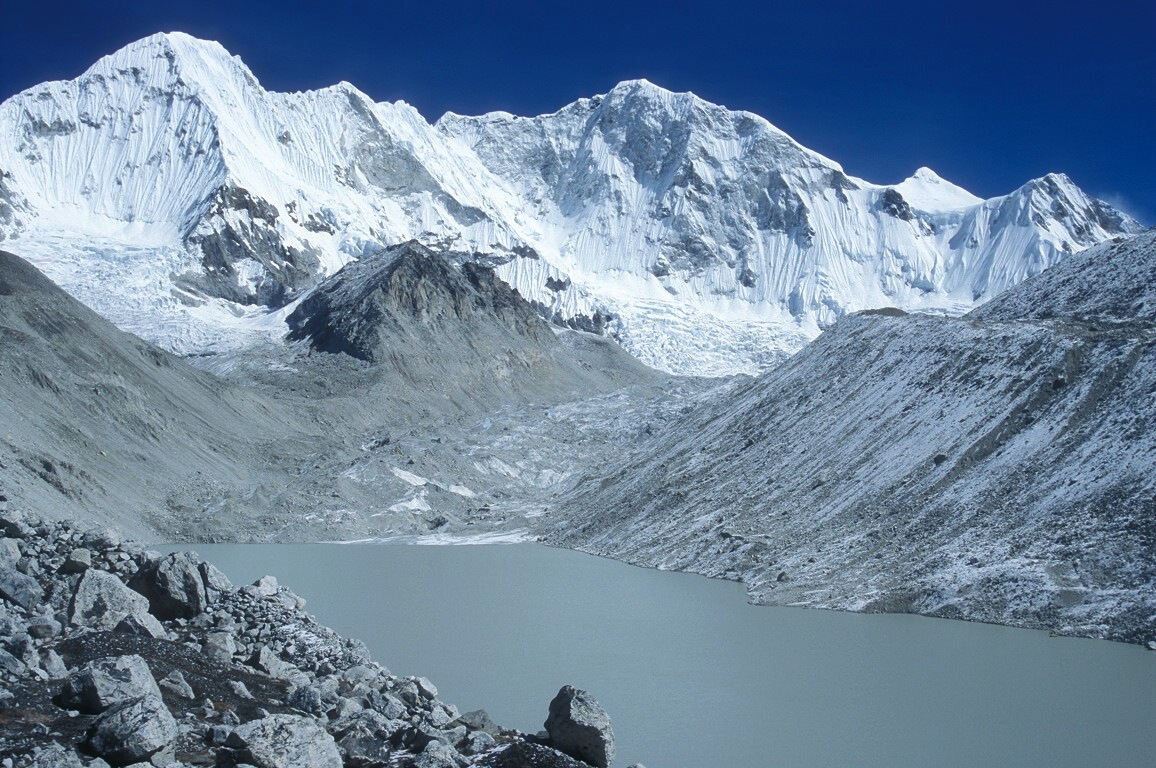
Lago d'alta quota, detti glaciali perché hanno origine con lo scioglimento dei ghiacciai causato dal surriscaldamento globale. Con l'ingrossare di tali laghi, avvengono sempre più spesso inondazioni, la cui gravità in futuro aumenterà progressivamente.

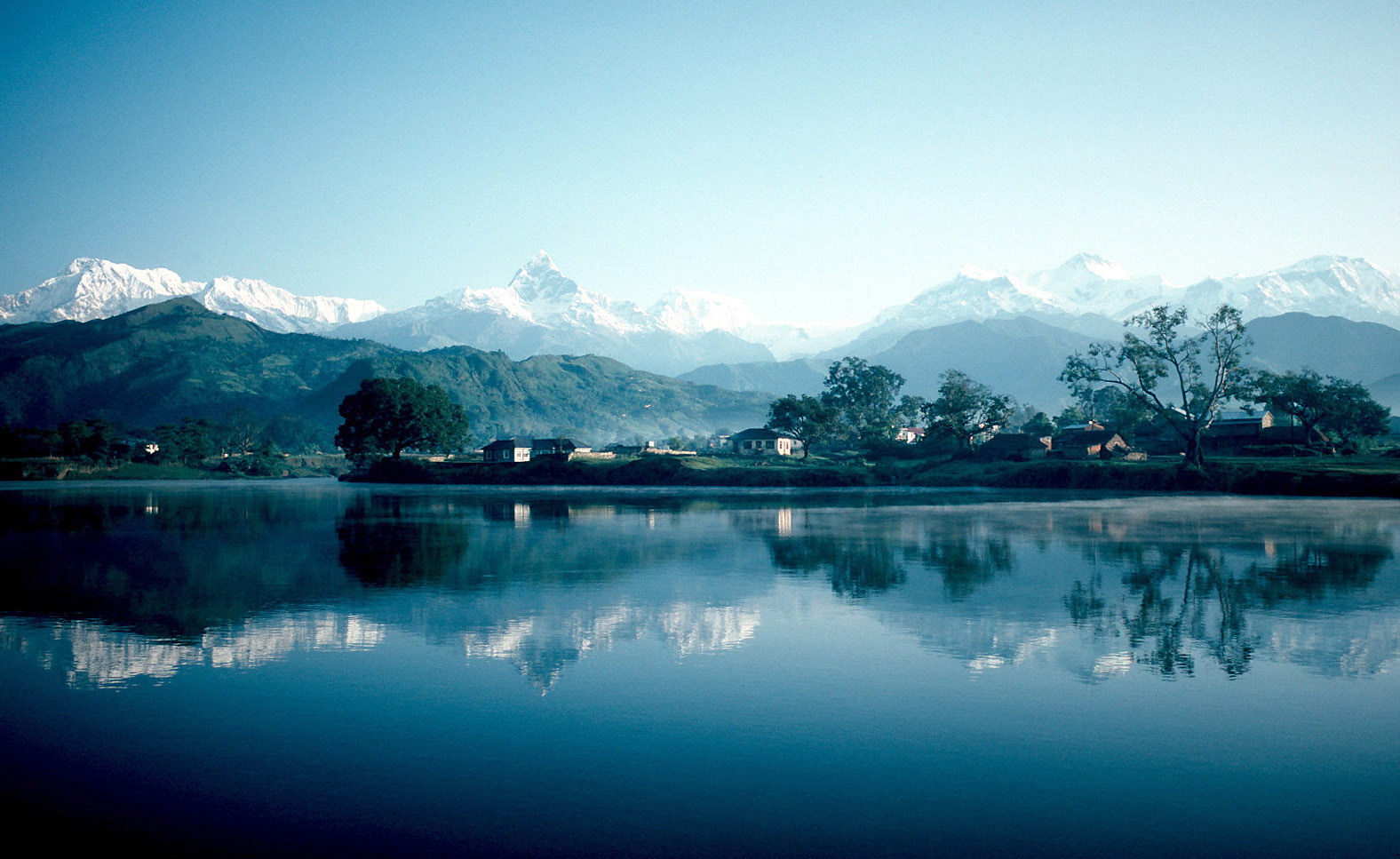
Lago di Pokara: si trova a 800 m d'altitudine, ai piedi però di montagne alte fino a 8000 m che distano meno di 30 km dal lago. Anch'esso potrebbe risentire dello scioglimento dei ghiacciai.

Un team di ricercatori finanziato dal Programma Ambientale delle Nazioni Unite ha rilevato diversi cambiamenti climatici sull'Everest, rispetto al 1953, anno in cui una spedizione ne raggiunse per la prima volta la vetta.
Il grande ghiacciaio si è ritirato di ben 5 km (si calcola che sulle vette himalayane ogni anno i ghiacciai si ritirino di 10 m circa) mentre l'Island Peak ("isola della vetta": la vetta dell'Everest è così nota poiché rappresenta un'isola nel bel mezzo di un mare di ghiaccio) si sta lentamente sciogliendo dando origine a veri e propri laghetti. Secondo il responsabile di tale spedizione e come è tra l'altro noto alla comunità scientifica internazionale, tali effetti climatici sono in larga parte addebitabili al riscaldamento globale dovuto all'inquinamento e all'effetto serra, che non ha fallito - come migliaia di climbers - a scalare la montagna più alta del pianeta per addurle simili sofferenze. Un ruolo marginale svolge anche il crescente flusso turistico degli scalatori: fino alla metà del Novecento, le vette nepalesi e tibetane come l'Everest erano vietate agli stranieri, e si sono infatti preservate in ottime condizioni.
Anche la gente del posto, appartenente alle comunità montanare himalayane ha notato cambiamenti abbastanza rapidi e significativi nell'ultimo ventennio per quanto riguarda l'estensione dei ghiacciai. Lo scioglimento dei ghiacciai e delle nevi ha infatti causato, a livello climatico, numerose inondazioni che hanno travolto i ponti di legno che consentivano di spostarsi nelle alte ed accidentate montagne locali. Ma questi sono solo danni minori: ciò che più preoccupa gli scienziati e la popolazione è il fatto che il progressivo scioglimento dei ghiacciai ingrossa notevolmente i laghi d'alta quota, con conseguenze drammatiche sul medio termine. Nell'Himalaya nepalese soltanto, infatti, vi sono 3.300 ghiacciai, e in 2.300 di essi vi sono i cosiddetti laghi glaciali, che sono come delle grosse pozzanghere formate dal ghiaccio che man mano si va sciogliendo a causa dell'aumento della temperatura. Più i ghiacciai si ritireranno, depositando l'acqua derivata dallo scioglimento nei loro laghi "di scarico", più tali laghi innalzeranno il proprio livello, con il rischio concreto che in un prossimo futuro si verifichino inondazioni ben più gravi di quelle avutesi finora, che hanno lo stesso sortito effetti rilevanti su scala locale.
Basta analizzare la situazione degli ultimi settant'anni per rendersi conto che inondazioni molto pericolose in grado di travolgere edifici, strade, ponti e persone sono avvenute in Nepal, Bhutan, Bangladesh ed India. Nel 1985, ad esempio, nella località nepalese di Khumbu uno straripamento di un lago glaciale uccise venti persone e provocò molti danni materiali. Delle ricerche effettuate in Giappone, poi, evidenziarono che la maggior parte dei ghiacciai di Khumbu si era ritirato di 30–60 m tra il 1970 ed il 1989, ed analoghi dati emersero da studi conclusi nel 1994 nella regione nepalese di Dhaulagiri. Nello stesso paese, i ghiacciai di Tsorong Himalsi si erano ritirati di 10 m tra il 1978 ed il 1989.
Tuttavia, si registra anche qualche segnale positivo: il satellite ha infatti messo alla luce che alcuni ghiacciai sono rimasti uguali a prima, ed altri addirittura si stanno estendendo, in particolare nelle aree a nord e ad ovest dell'Himalaya.
È infine da rilevare l'insorgere di un problema opposto rispetto all'abbondanza eccessiva d'acqua e alle sue conseguenze negative: con il progressivo scioglimento dei ghiacci perenni che ammantano l'Himalaya, infatti, i grandi fiumi da essi alimentati, che costituiscono l'asse portante dell'imponente sistema idrografico indiano, subirebbero una riduzione della portata che in certi casi potrebbe sfiorare il 90%, secondo quanto dichiarato alla BBC da Syed Iqbal Hosnain, dell'Università di Calicut, in India: sono facilmente immaginabili i drammatici scenari che una tale situazione provocherebbe a danno di tutto il sub-continente indiano, nel quale vivono oltre un miliardo di persone e che pertanto non può permettersi una tanto grave siccità. C'è da dire però che l'assenza, da più parti lamentata, di studi permanenti e specifici sul mutamento climatico nell'Himalaya porta gli studiosi a mantenersi cauti sulle conseguenze che si potrebbero avere e sugli scenari che si verrebbero a creare, e che comunque riguarderebbero solo ed esclusivamente il lungo termine.